# Ribić Breg
Ribić Breg je naseljeno mjesto u Republici Hrvatskoj u Varaždinskoj županiji. 

## Zemljopis
Administrativno je u sastavu grada Ivanca. Naselje se proteže na površini od 1,80 km². 

## Stanovništvo
Prema popisu stanovništva iz 2001. godine u Ribić Bregu živi 146 stanovnika i to u 37 kućanstava. Gustoća naseljenosti iznosi 81,11 st./km².
| broj stanovnika | 79    | 82    | 85    | 119   | 121   | 121   | 140   | 148   | 149   | 168   | 139   | 128   | 142   | 155   | 146   | 145   | 137   |
|                 | 1857. | 1869. | 1880. | 1890. | 1900. | 1910. | 1921. | 1931. | 1948. | 1953. | 1961. | 1971. | 1981. | 1991. | 2001. | 2011. | 2021. |

## Poznate osobe
- Ćiril Kos, hrvatski biskup (đakovački ili bosanski i srijemski)